# Бах, Томас
То́мас Бах (нем. Thomas Bach; род. 29 декабря 1953, Вюрцбург, ФРГ) — деятель немецкого и международного олимпийского движения, президент Международного олимпийского комитета с 10 сентября 2013 года по 23 июня 2025 года, в прошлом — президент Олимпийской спортивной конфедерации Германии. Президент апелляционного комитета (англ. Appeals Arbitration Division) Спортивного арбитражного суда. В прошлом — фехтовальщик на рапирах, олимпийский чемпион 1976 года в командном первенстве, чемпион мира 1977 года в командном первенстве.
По образованию юрист, окончил университет Вюрцбурга. Свободно говорит, помимо родного немецкого, на французском, английском и испанском языках.

## Спортивная карьера
В 1970-х — начале 1980-х годов — член сборной ФРГ по фехтованию на рапирах.
В 1973 году выиграл серебро чемпионата мира в Гётеборге в командном первенстве.
В 1976 году в Монреале 22-летний Бах единственный раз выступил на Олимпийских играх. В личном первенстве среди рапиристов он не выходил на дорожку, а в командном вместе с Маттиасом Бером, Харальдом Хайном, Клаусом Райхертом и Эриком Зенс-Гориусом выиграл золото, победив в финале команду Италии. Для сборной ФРГ это стало первой в истории олимпийской победой в командном первенстве рапиристов, ранее они никогда не выигрывали даже серебро.
В 1977 году сборная ФРГ вслед за олимпийским золотом победила и на чемпионате мира в Буэнос-Айресе. В 1979 году в австралийском Мельбурне сборная Западной Германии с Бахом в составе выиграла бронзу в командном турнире рапиристов, в 1981 году на чемпионате мира в Клермон-Ферране немцы вновь взяли бронзу. Сборная ФРГ, членом которой был Бах, являлась одним из потенциальных фаворитов турнира рапиристов и на Олимпийских играх 1980 года в Москве, но ФРГ поддержала бойкот Олимпиады 1980 года и не прислала в Москву свою делегацию.

## Карьера спортивного функционера

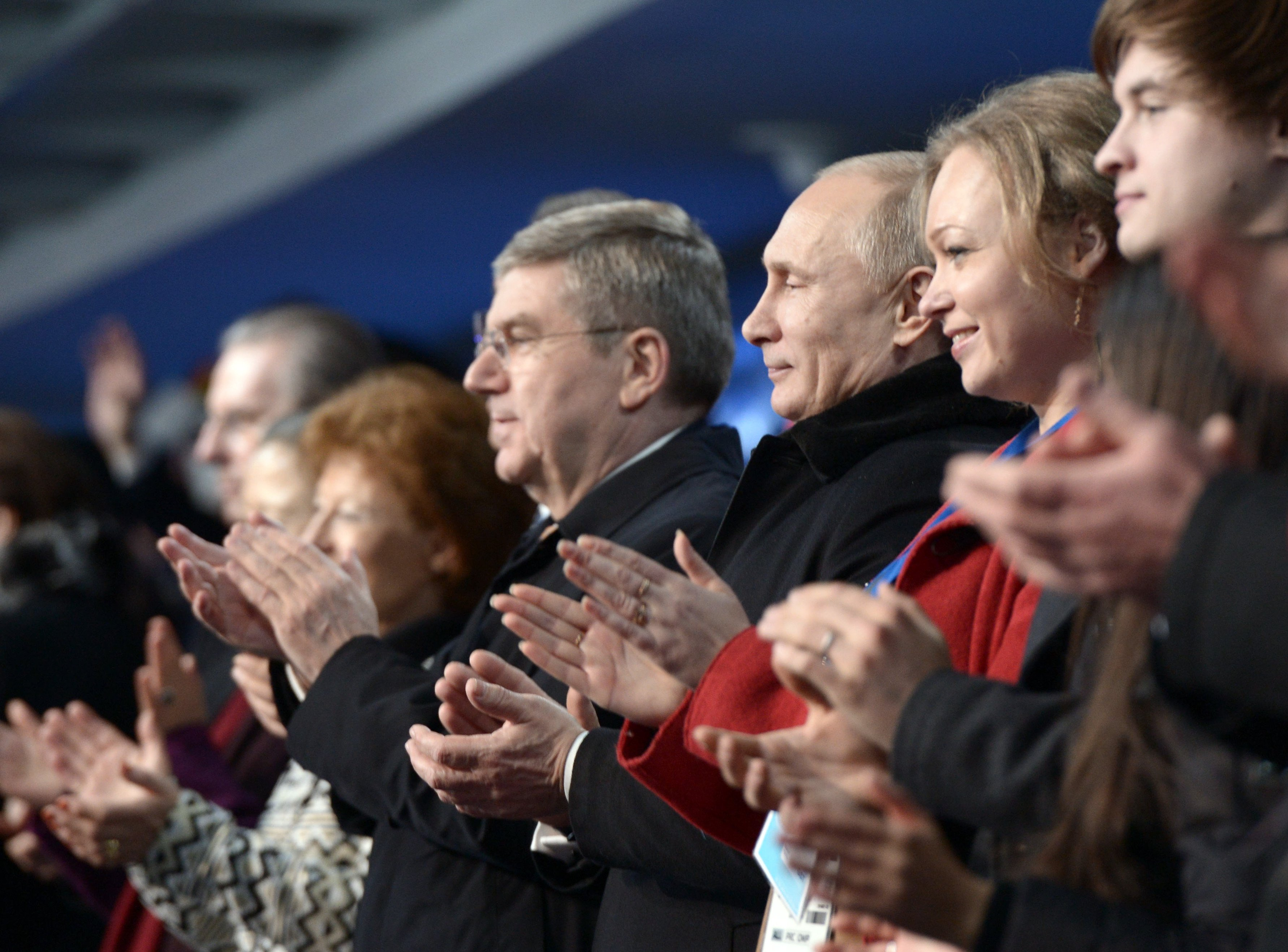
Томас Бах с Президентом России Владимиром Путиным на Олимпиаде в Сочи в 2014 году

В 1991 году в возрасте 37 лет Бах был избран членом МОК (в один год с будущим президентом МОК Жаком Рогге). В 1996—2000 годах — член исполкома МОК, в 2000—2004 годах — вице-президент МОК, вновь избран на должность вице-президента в 2006 году. Возглавлял ряд комиссий МОК. На сентябрь 2013 года возглавлял юридическую комиссию МОК и комиссию «Спорт и право».
Был членом наблюдательного совета оргкомитета чемпионата мира по футболу 2006 года в Германии.
В Германии в мае 2006 года при активном участии Баха произошло объединение Немецкого спортивного союза и Национального олимпийского комитета Германии в Олимпийскую спортивную конфедерацию Германии, сочетающую в себе функции министерства спорта и олимпийского комитета. В новую организацию вошли около 90 тысяч спортивных клубов с 27 млн членов (около трети населения Германии).
Член СвДП до 2023 года. В 2010 был представителем от Баден-Вюртемберга на выборах президента Германии.

### Президент МОК
В сентябре 2013 года 59-летний Бах стал одним из кандидатов на пост президента МОК в связи с уходом Жака Рогге.
10 сентября Томас Бах был избран новым президентом МОК. Бах стал первым в истории немцем и первым олимпийским чемпионом, возглавившим МОК. За него проголосовали 49 из 93 членов МОК. Конкуренцию победителю составил лишь пуэрториканец Ричард Каррион (29 голосов).
10 марта 2021 года Томас Бах был переизбран на должность президента МОК на четырёхлетний срок на безальтернативной основе. За него в ходе 137-й сессии МОК проголосовали 93 человека, против — один.
Во время Олимпийских игр 2024 года в Париже стало известно, что Бах не будет выставлять свою кандидатуру на выборах президента МОК в 2025 году и покинет свой пост.

#### Допинговый скандал в России
Несмотря на мнение части мировой спортивной общественности о необходимости отстранения всей российской сборной от участия в Олимпийских Играх 2016 г. по результатам доклада Макларена, исполком МОК под председательством Т. Баха принял компромиссное решение. В связи с этим в статье «Русофил и коррупционер — всё как любит Путин» влиятельное немецкое издание Die Zeit высказало мнение о тесных неформальных отношениях с президентом России В. В. Путиным и назвало Баха «хорошо оплачиваемым российским спортивным послом». Bild отметил, что даже после оглашения результатов расследования о массовом применении допинга российскими спортсменами Томас Бах продолжал поддерживать Россию, утверждая, что МОК «имел позитивный опыт» сотрудничества с Россией и Путиным. Известная российская спортсменка, двукратная олимпийская чемпионка Елена Исинбаева высказала мнение, что Томас Бах «оказался сильным человеком, допустив Россию на Игры в Рио».

#### Дисквалификация России и Беларуси
В марте 2023 года Томас Бах заявил, что критика планов по допуску российских и белорусских спортсменов со стороны некоторых стран вызывает сожаление и подрывает автономию мирового спорта; по его словам, эти страны не хотят решать проблему двойных стандартов: «Мы не слышали от них ни одного слова об их отношении к участию спортсменов из стран, вовлеченных в остальные 70 войн и конфликтов по всему миру».

## Награды
- 1981 — Кавалерский крест ордена «За заслуги перед Федеративной Республикой Германия»
- 1984 — Орден «За заслуги перед землёй Баден-Вюртемберг»
- 1993 — Офицерский крест ордена «За заслуги перед Федеративной Республикой Германия»
- 2004 — Командорский крест ордена «За заслуги перед Федеративной Республикой Германия»
- 2014, 22 марта — Орден Почёта (Россия) — за большой вклад в развитие международного олимпийского и паралимпийского движения и заслуги в подготовке российских спортсменов[11]
- 2014 — Медаль «Слава» (Европейские олимпийские комитеты)[12]
- 2015 — Орден Национального олимпийского комитета Беларуси — за исключительные заслуги в развитии олимпийского движения, массового спорта и спорта высших достижений в Беларуси, а также за особые заслуги в пропаганде идеалов и принципов олимпизма, популяризации спорта и здорового образа жизни[13].
- 2015, 15 декабря — Орден князя Ярослава Мудрого V степени (Украина) — за значительный личный вклад в развитие спорта и популяризацию олимпийского движения на Украине[14]
- 2016 — Большая лента ордена Заслуг (Тунис)[15]
- 2018 — Орден Спортивных заслуг I степени (Республика Корея)[16]
- 2018 — Почётный гражданин Сеула[17]
- 2021, 10 сентября — Орден князя Ярослава Мудрого IV степени (Украина) — за выдающийся личный вклад в развитие олимпийского движения, утверждение гуманистических идеалов и ценностей олимпизма, популяризацию массового спорта и спорта высших достижений[18]
- 2021, 15 ноября — Большой крест ордена Заслуг перед Республикой Польша (Польша)[19]
- 2024 — Офицер ордена Почётного легиона (Франция)[20]
- 2025 — Орден Восходящего солнца I степени (Япония)[21]
- 2025 — Золотой Олимпийский орден (Международный олимпийский комитет)[22]
- 2025 — Большой крест ордена Заслуг (Венгрия)[23]